# The Man Who Wasn't There
The Man Who Wasn't There là phim hình sự tội phạm năm 2001 do hai anh em Joel và Ethan Coen biên kịch, đạo diễn kiêm sản xuất. Ngôi sao Billy Bob Thornton tham gia với vai trò nam chính. Ngoài ra phim còn có sự góp mặt của Tony Shalhoub, Scarlett Johansson, James Gandolfini và các diễn viên quen thuộc trong các bộ phim của anh em nhà Coen là Frances McDormand, Michael Badalucco, Richard Jenkins và Jon Polito. Joel Coen đã giành giải Đạo diễn xuất sắc nhất tại Liên hoan phim Cannes 2001, chia sẻ giải thưởng này với Mulholland Drive của David Lynch. Ethan Coen, anh trai của Joel Coen và đồng đạo diễn của bộ phim, đã không nhận được giải Đạo diễn xuất sắc nhất vì anh không được ghi nhận là đạo diễn.
Đây là bộ phim cuối cùng do Gramercy Pictures sản xuất và phân phối cho đến khi nó được tái phát hành vào năm 2015.

## Diễn viên
- Billy Bob Thornton trong vai Ed Crane
- Frances McDormand trong vai Doris Crane
- Michael Badalucco trong vai Frank Raffo
- Richard Jenkins trong vai Walter Abundas
- Scarlett Johansson trong vai Rachel "Birdy" Abundas
- Jon Polito trong vai Creighton Tolliver
- Tony Shalhoub trong vai Freddy Riedenschneider
- James Gandolfini trong vai Big Dave Brewster
- Kinda Borowitz trong vai Ann Nirdlinger Brewster
- Christopher Kriesa vai sĩ quan Persky
- Brian Haley trong vai sĩ quan Krebs
- Jack McGee trong vai PI Burns
- Jennifer Jason Leigh trong vai nữ tù nhân

## Sản xuất
Bộ phim được lấy cảm hứng từ một tấm áp phích có nhiều kiểu tóc khác nhau từ những năm 1940; anh em nhà Coen đã nhìn thấy áp phích này khi quay The Hudsucker Proxy.